# Buxières-d'Aillac
Buxières-d'Aillac is een gemeente in het Franse departement Indre (regio Centre-Val de Loire) en telt 217 inwoners (2004). De plaats maakt deel uit van het arrondissement Châteauroux.

## Geografie
De oppervlakte van Buxières-d'Aillac bedraagt 24,6 km², de bevolkingsdichtheid is 8,8 inwoners per km².
De onderstaande kaart toont de ligging van Buxières-d'Aillac met de belangrijkste infrastructuur en aangrenzende gemeenten.

## Demografie
Onderstaande figuur toont het verloop van het inwonertal (bron: INSEE-tellingen).